# Resende (Río de Janeiro)
Resende  es un municipio brasileño situado al sur del estado de Río de Janeiro. Está atravesado por el río Paraíba do Sul que da nombre a la región donde se sitúa: Valle de Paraiba. En el municipio están situadas grandes fábricas como Volkswagen o Peugeot son parte del polo de la industria mecánica y también están las Industrias Nucleares de Brasil, que son responsables del enriquecimiento de Uranio.
Su extensión es de 1.094,507 km² y cuenta con una población de 124.316 habitantes (estimaciones 2016).
Tiene el tercer mayor PIB (en 2011) y el segundo mejor IDH entre los municipios de la región sur de Río de Janeiro (en 2010), y el decimoquinto mayor PIB y el quinto mayor IDH entre los demás municipios del estado. De hecho, en 2011, el PIB del municipio se estimó en R$ 5,62 mil millones, el 107º mayor PIB municipal de Brasil en el mismo año. Y su IDH (Índice de Desarrollo Humano), en 2010, según el PNUD, alcanzó el nivel de 0,768 (66,3% de la población adulta había completado la educación primaria ese año, con una esperanza de vida promedio de 75,3 años y una renta per cápita de R$ 915,21), clasificado como "alto" por la entidad y posicionándose como el 249º municipio con mejor IDH de Brasil ese año.

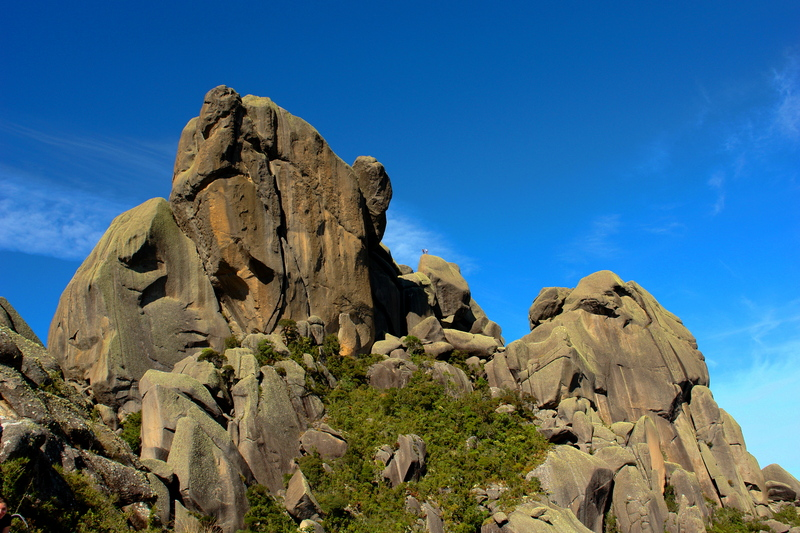
Maciço das Prateleiras Engenheiro Passos

## Historia
La ciudad fue fundada a mediados del siglo XVIII y al principio se llamaba Nossa Senhora da Conceição do Campo Alegre da Paraíba Nova (Nuestra Señora del Campo Alegre de Nueva Paraíba). Los primeros habitantes, los indios Puris, lo llamaron Timburibá. El 29 de septiembre de 1801 pasó a llamarse Resende, después del acto del 13° vice-regente de Brasil y el 2° Conde de Resende, general José Luís de Castro. La Academia Militar das Agulhas Negras (AMAN) (Academia Militar Black Needles, llamada así por la formación rocosa local) se encuentra en Resende. El desarrollo fue rápido debido a la proximidad de dos metrópolis y al estado de Minas Gerais.